# Le Repos du septième jour
Le Repos du septième jour est une pièce de théâtre en trois actes de Paul Claudel de 1901. 
La pièce fut composée durant les premiers mois du séjour de Claudel en Chine. L'auteur était arrivé à Shangaï le 14 juillet 1895 avec le grade de consul suppléant, avant de devenir gérant du vice-consulat de Fuzhou en mars 1896. Il acheva la rédaction de la pièce en août 1896. 
Elle a été jouée au théâtre Nadorow à Varsovie en 1928, à Fulda en Allemagne en 1954 et créée en France en 1965 au théâtre de l'Œuvre.

## Théâtre de l'Œuvre,1965
- Mise en scène : Pierre Franck
- Décors et costumes : Pierre Simonini

avec :
- Georges Aminel : Le Nécromant
- Jean Bolo : Le Premier Prince
- Jean Bouchaud : Le Premier Ministre
- Maria Casarès : Le Démon
- France Delahalle : L'Ange
- Jean-José Fleury : Le Second Prince
- Jandeline : La Mère
- Fernand Ledoux : L'Empereur
- Denis Manuel : Le Prince Héritier
- Lucien Nat : Le Grand Empereur
- Serge Rousseau : Le Récitant
- Jacques Verlier : Le Grand Examinateur